# Dendriti
Dendriti su kratki nervni završeci koji se nalaze na telu neurona (nervne ćelije). Kako su dendriti kratki nervni završeci, postoje i dugi nervni završeci koji se nazivaju neuriti - aksoni. Aksoni prenose nadražaj do sledeće ćelije. Nadražaj se sa jedne na drugu ćeliju prenosi u sinapsi.
Dendriti primaju draž (promena u spoljašnjoj sredini određenog intenziteta) i prenose je do tela neurona. Zajedno sa telom, dendriti čine sivu masu. Broj dendrita je različit i zavisi od ćelije (u nekim ćelijama uopšte nema dendrita). Dendrit potiče od grčke reči dendron, što znači drvo.

## Literatura
- Lorenzo, L. E.; Russier, M; Barbe, A; Fritschy, J. M.; Bras, H (2007). „Differential organization of gamma-aminobutyric acid type a and glycine receptors in the somatic and dendritic compartments of rat abducens motoneurons”. The Journal of Comparative Neurology. 504 (2): 112—26. PMID 17626281. doi:10.1002/cne.21442.